# 5,6-dihidrouracil
Dihidrouracil je intermedijar u katabolizmu uracila.